# Адміністративний устрій Коломийського району
Адміністративний устрій Коломийського району — адміністративно-територіальний устрій Коломийського району Івано-Франківської області на 1 громаду міського значення, 2 селищні громади, 6 сільських громади, 1 селишну раду та 14 сільську раду, які об'єднують 83 населені пункти та підпорядковані Коломийській районній раді. Адміністративний центр — місто Коломия, яке є містом обласного значення та не входить до складу району.

### Об'єднані громади
| № | Назва                         | Центр            | Населені пункти | Площа км² | Місце за площею | Населення (2001), осіб. | Місце за населенням |  |
| - | ----------------------------- | ---------------- | --- | --------- | --------------- | ----------------------- | ------------------- |  |
| 1 | Гвіздецька селищна громада    | смт. Гвіздець    | смт. Гвіздець с. Берем'яни с. Малий Гвіздець с. Остапківці с. Старий Гвіздець с. Чехова                                                          |           |                 | align="right"           |                     |  |
| 2 | Коломийська міська громада    | м. Коломия       | м. Коломия с. Воскресинці с. Кубаївка с. Іванівці с. Саджавка с. Товмачик с. Шепарівці                                                           |           |                 |                         |                     |  |
| 3 | Корницька сільська громада    | с. Корнич        | с. Корнич с. Грушів с. Королівка |           |                 | align="right"           |                     |  |
| 4 | Коршівська сільська громада   | с. Коршів        | с. Богородичин с. Жукотин с. Казанів с. Коршів с. Ліски с. Михалків                                                                              |           |                 |                         |                     |  |
| 5 | Матеївецька сільська громада  | с. Матеївці      | с. Ганнів с. Дебеславці с. Залуччя с. Замулинці с. Кринички с. Кропивище с-ще Липники с. Матеївці с. Перерив с. Пилипи с. Семаківці с. Тростянка |           |                 |                         |                     |  |
| 6 | Нижньовербізька сільська рада | с. Нижній Вербіж | с. Великий Ключів с. Верхній Вербіж с. Мишин с. Нижній Вербіж                                                                                    |           |                 |                         |                     |  |
| 7 | Печеніжинська селищна громада | смт. Печеніжин   | смт. Печеніжин с. Княждвір с. Кийданці с. Малий Ключів с. Марківка с. Молодятин с. Рунгури с. Слобода с. Сопів                                   |           |                 |                         |                     |  |
| 8 | Підгайчиківська сільська рада | с. Підгайчики    | с. Джурків с. Загайпіль с. Кобилець с. Назірна с. Пищаче с. Підгайчики                                                                           |           |                 |                         |                     |  |
| 9 | П'ядицька сільська громада    | с. П'ядики       | с. Велика Кам'янка с. Годи-Добровідка с. Мала Кам'янка с. П'ядики с-ще Студлів с. Турка с. Фатовець с. Ясінки                                    |           |                 |                         |                     |  |

## Список радКоломийського району

### Селищні та сільські ради
| №  | Назва                           | Центр              | Населені пункти                                     | Площа км² | Місце за площею | Населення (2001), осіб. | Місце за населенням |
| -- | ------------------------------- | ------------------ | --------------------------------------------------- | --------- | --------------- | ----------------------- | ------------------- |
| 1  | Отинійська селищна рада         | смт. Отинія        | смт. Отинія с. Глибока с. Грабич                    | 26.5      | 15              | 6172                    | 1                   |
| 2  | Виноградська сільська рада      | с. Виноград        | с. Виноград с. Нижня Велесниця                      | 27.8      | 12              | 1679                    | 29                  |
| 3  | Воронівська сільська рада       | с. Ворона          | с. Ворона                                           | 21.4      | 24              | 1860                    | 25                  |
| 4  | Голосківська сільська рада      | с. Голосків        | с. Голосків                                         | 7.7       | 45              | 1373                    | 38                  |
| 5  | Ковалівська сільська рада       | с. Ковалівка       | с. Ковалівка                                        | 3.8       | 48              | 1155                    | 42                  |
| 6  | Ліснослобідська сільська рада   | с. Лісна Слобідка  | с. Лісна Слобідка                                   | 33.41     | 6               | 1651                    | 31                  |
| 7  | Ліснохлібичинська сільська рада | с. Лісний Хлібичин | с. Лісний Хлібичин с. Скопівка                      | 28.2      | 11              | 2815                    | 9                   |
| 8  | Раківчицька сільська рада       | с. Раківчик        | с. Раківчик                                         | 27.8      | 13              | 167                     | 50                  |
| 9  | Сідлищенська сільська рада      | с. Сідлище         | с. Сідлище с. Молодилів с. Станіславівка с. Хоросна | 28.3      | 10              | 931                     | 48                  |
| 10 | Спаська сільська рада           | с. Спас            | с. Спас                                             | ?         | ?               | 3093                    | 6                   |
| 11 | Струпківська сільська рада      | с. Струпків        | с. Струпків с. Баб'янка с. Боднарів                 | 26.9      | 14              | 1895                    | 24                  |
| 12 | Торговицька сільська рада       | с. Торговиця       | с. Торговиця с. Закрівці                            | 23.8      | 18              | 2445                    | 17                  |
| 13 | Угорницька сільська рада        | с. Угорники        | с. Угорники                                         | 11.1      | 39              | 2660                    | 13                  |
| 14 | Ценявська сільська рада         | с. Ценява          | с. Ценява                                           | 14.4      | 32              | 1655                    | 30                  |
| 15 | Черемхівська сільська рада      | с. Черемхів        | с. Черемхів                                         | 18.4      | 26              | 1568                    | 34                  |

- Примітки:

1. м. — місто, смт — селище міського типу, с. — село, с-ще — селище
2. курсив - громада міста обласного значення